# 1 Samuel 4
1 Samuel 4 es el cuarto capítulo del Primer Libro de Samuel en el Antiguo Testamento de la Biblia cristiana  o la primera parte de los Libros de Samuel en la Biblia hebrea. Según la tradición judía, el libro se atribuyó al profeta Samuel, con adiciones de los profetas Gad y Natán, pero muchos eruditos modernos lo ven como una composición de varios textos independientes de diversas épocas, desde el 630-540 a. C. aproximadamente.  Este capítulo describe cómo los filisteos se apoderaron del Arca de la Alianza, una parte de la «Narrativa del Arca» (1 Samuel 4:1–1 Samuel 7:1) dentro de una sección sobre la vida de Samuel (1 Samuel 1:1–7:17).

## Texto
Este capítulo fue escrito originalmente en el idioma hebreo. Está dividido en 22 versículos.

### Testigos textuales
Algunos manuscritos antiguos que contienen el texto de este capítulo en hebreo son de la tradición del Texto Masorético, que incluye el Códice de Jerusalén (895), el Códice de Alepo (siglo X) y el Códice de Leningrado (1008). Se encontraron fragmentos que contienen partes de este capítulo en hebreo entre los Rollos del Mar Muerto, incluido el 4Q51 (4QSama; 100-50 a. C.) con los versículos 3-4, 9-10 y 12 existentes.
Entre los manuscritos antiguos existentes de una traducción al griego koiné conocida como la Septuaginta (originalmente realizada en los últimos siglos a. C.) se encuentran el Códice Vaticano (B; {\displaystyle \ ara{G}}B; siglo IV) y el Códice Alejandrino (A; {\displaystyle \ ara{G}}A; siglo V).

## Places
- Aphek
- Ebenezer
- Silo

## Período
- El acontecimiento de este capítulo ocurrió al final del período de los jueces en Israel, alrededor del 1100 a. C..

## Análisis
Al principio de este capítulo, Samuel ya no era un niño, pues se había convertido en un poderoso profeta cuyas palabras se cumplían y, con Silo despojada de su preeminencia, Samuel ya no estaba asociado con esa ciudad.
Los versículos 4:1b a 7:1 forman la llamada «Narrativa del Arca», debido a su vocabulario distintivo, centrándose principalmente en el Arca de la Alianza, mientras que Samuel desapareció de la escena y la influencia de Silo disminuyó. El contexto histórico sugiere que la fecha de composición de esta narración es el siglo X a. C., con el argumento principal de que «un relato de las desgracias anteriores del arca sería innecesario e irrelevante una vez que David estuviera en camino de ser rey en Jerusalén».

## Los filisteos capturan el Arca (4:1-10)

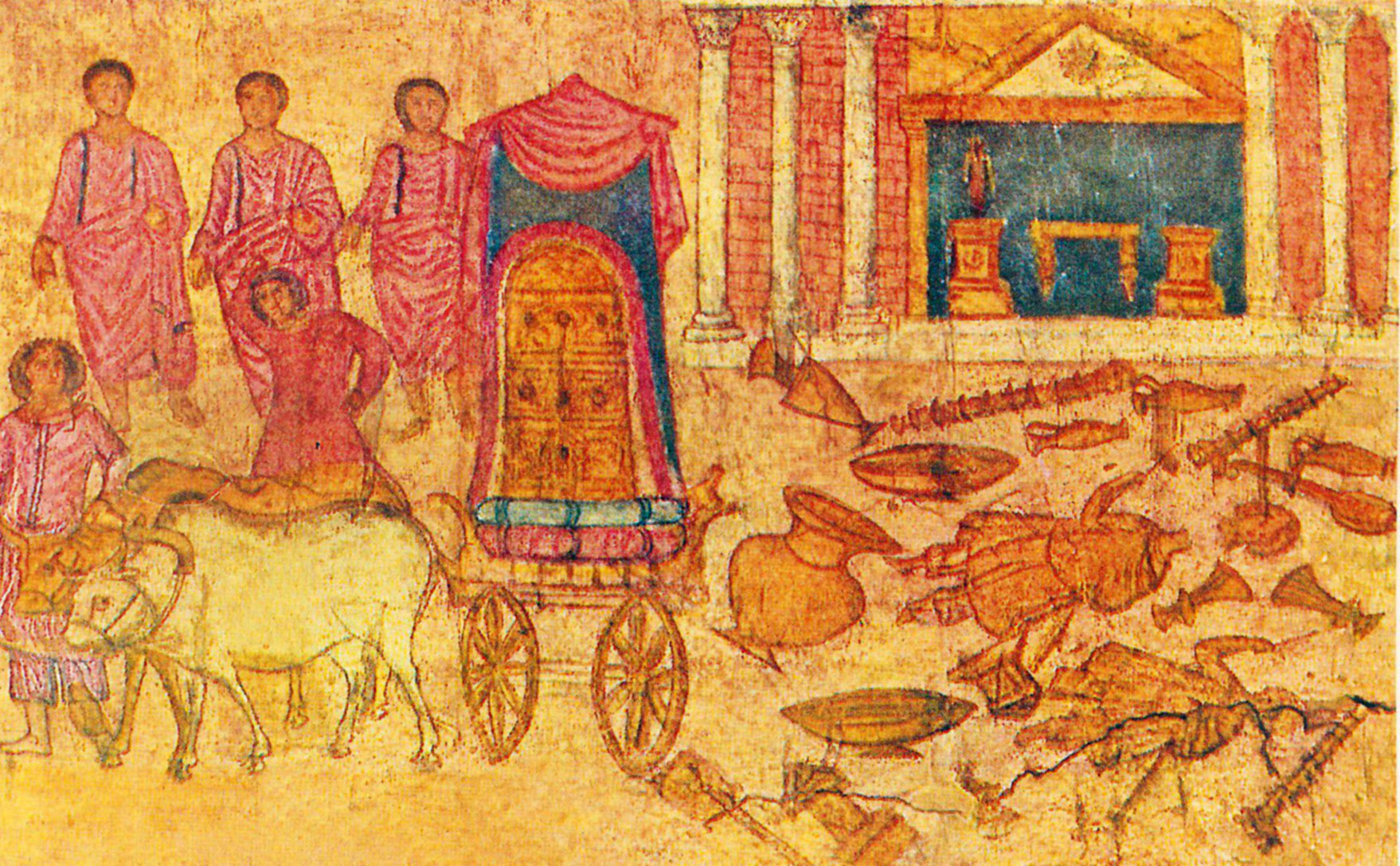
Fresco del cautiverio filisteo del arca, en la sinagoga de Dura-Europos.

La posición de los dos campamentos en Eben-ezer y Aphec, en el extremo sur de la llanura de Saron, indica la intención de los filisteos de ganar tierras más al norte de sus territorios actuales, mientras que los israelitas tenían la intención de avanzar hacia el oeste. Israel fue derrotado dos veces: la primera ocasión se atribuyó a la decisión de Dios de «hacer que hoy [ellos] sean derrotados» (versículo 3), y la segunda ocasión ocurrió a pesar de la presencia del Arca de la Alianza en la batalla (versículo 7). La importancia del arca en las batallas de Israel se conoce por varios pasajes, como Números 10:35-36 y 2 Samuel 11:11, siendo un signo visible de la presencia de Dios. La pérdida de Israel y la captura del arca por los filisteos se atribuyó en el versículo 11 (recordando 1 Samuel 2:34) al «sacerdocio degenerado de
Silo». Los filisteos consideraban a los israelitas adoradores de varios dioses (versículos 7-8) y conocían la tradición del Éxodo.

### Versículo 1
Y la palabra de Samuel llegó a todo Israel.
E Israel salió a la batalla contra los filisteos y acamparon junto a Ebenezer, y los filisteos acamparon en Afec.
Antes de las palabras «e Israel», la LXX (Septuaginta) y la Vulgata tienen las declaraciones: «Y sucedió en aquellos días que los filisteos se reunieron para luchar» (LXX añade además «contra Israel»); esta adición no se encuentra en el Texto Masorético ni en el Targum.
- «Ebenezer»: literalmente, «la piedra, la ayuda», donde 'el segundo sustantivo está en aposición al primero'; aparentemente formando el nombre por el que se conocía la piedra; cf. la expresión utilizada en 1 Samuel 5:1 y 1 Samuel 7:12, donde, a diferencia de 4:1, la primera palabra carece del artículo definido.[18]
- «Filisteos»: grupo de personas procedentes de la zona nororiental del Mediterráneo (que incluye la isla de Creta; cf. Amós 9:7) y que entraron en «Palestina» (que deriva de «filisteo») alrededor del 1200 a. C.[19]

## Muerte de Elí (4:11-22)

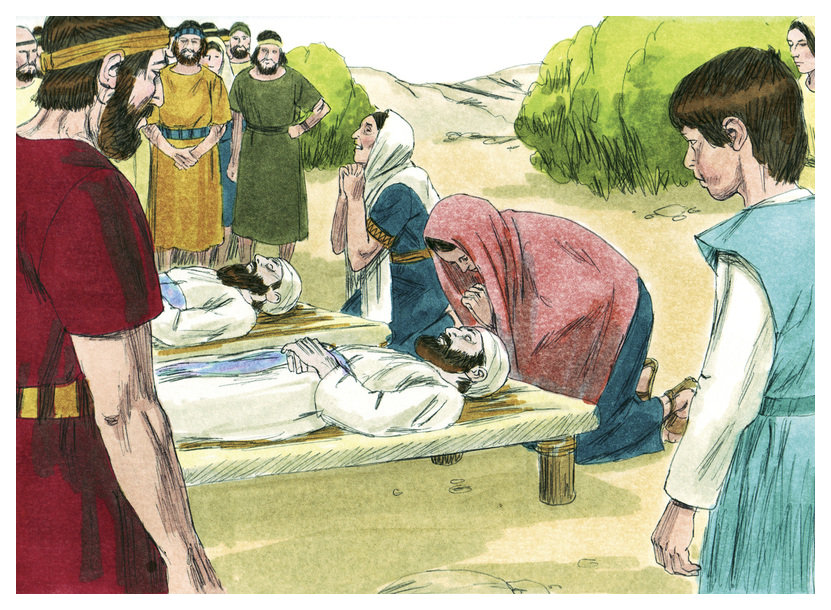
«Los dos hijos de Elí, Ofni y Fineas, han muerto». Bible Illustrations by Jim Padgett, Sweet Publishing, 1984

La noticia de la derrota de Israel fue comunicada a Elí (versículos 12-17), que estaba «más preocupado por el arca que por cualquier otra cosa» (versículo 13). La pérdida del arca provocó una tríada de calamidades para Elí y su familia, ya que Elí cayó y murió (versículos 17-18), la esposa de Finees dio a luz prematuramente y esto la llevó a una muerte prematura (versículo 19). El nombre de su hijo, Icabod («¿dónde está la gloria?» o «¡ay de la gloria!»), y su grito de muerte «aluden a la pérdida del arca».

### Versículo 18
Y sucedió que, cuando mencionó el arca de Dios, Eli se cayó del asiento hacia atrás junto a la puerta; y se rompió el cuello y murió, porque el hombre era viejo y pesado. Y había juzgado a Israel durante cuarenta años.
- «El lado de la puerta»: Una comparación con 2 Samuel 18:4 explica exactamente la posición del asiento (o «trono») de Elí, que no tenía respaldo, pero sí un lateral contra la jamba de la puerta, dejando el paso despejado pero asegurando que todo el que pasara por la puerta debía pasar por delante de él[22]

### Comentarios sobre Samuel
- Auld, Graeme (2003). «1 & 2 Samuel».  En James D. G. Dunn and John William Rogerson, ed. Eerdmans Commentary on the Bible. Eerdmans. ISBN 9780802837110.
- Bergen, David T. (1996). 1, 2 Samuel. B&H Publishing Group. ISBN 9780805401073.
- Gordon, Robert P. (1999). I & II Samuel, A Commentary. Zondervan. ISBN 978-0310230229.
- Hertzberg, Hans Wilhelm (1964). I & II Samuel, A Commentary (trans. from German 2nd edition 1960 edición). Westminster John Knox Press. p. 19. ISBN 978-0664223182.
- Tsumura, David Toshio (2007). The First Book of Samuel. Eerdmans. ISBN 9780802823595.

### General
- Breytenbach, Andries (2000). «Who Is Behind The Samuel Narrative?».  En Johannes Cornelis de Moor and H.F. Van Rooy, ed. Past, Present, Future: the Deuteronomistic History and the Prophets. Brill. ISBN 9789004118713.
- Coogan, Michael David (2007).  Coogan, Michael David; Brettler, Marc Zvi; Newsom, Carol Ann et al., eds. The New Oxford Annotated Bible with the Apocryphal/Deuterocanonical Books: New Revised Standard Version, Issue 48 (Augmented 3rd edición). Oxford University Press. ISBN 978-0195288810.
- Fitzmyer, Joseph A. (2008). A Guide to the Dead Sea Scrolls and Related Literature. Grand Rapids, MI: William B. Eerdmans Publishing Company. ISBN 9780802862419.
- Halley, Henry H. (1965). Halley's Bible Handbook: an abbreviated Bible commentary (24th (revised) edición). Zondervan Publishing House. ISBN 0-310-25720-4. (requiere registro).
- Hayes, Christine (2015). Introduction to the Bible. Yale University Press. ISBN 978-0300188271.
- Jones, Gwilym H. (2007). «12. 1 and 2 Samuel».  En Barton, John; Muddiman, John, eds. The Oxford Bible Commentary (first (paperback) edición). Oxford University Press. pp. 196-232. ISBN 978-0199277186. Consultado el 6 de febrero de 2019.
- Klein, R.W. (2003). «Samuel, books of».  En Bromiley, Geoffrey W, ed. The International Standard Bible Encyclopedia. Eerdmans. ISBN 9780802837844.
- Knight, Douglas A (1995). «Chapter 4 Deuteronomy and the Deuteronomists».  En James Luther Mays, David L. Petersen and Kent Harold Richards, ed. Old Testament Interpretation. T&T Clark. p. 62. ISBN 9780567292896.
- Ulrich, Eugene, ed. (2010). The Biblical Qumran Scrolls: Transcriptions and Textual Variants. Brill.
- Würthwein, Ernst (1995). The Text of the Old Testament. Grand Rapids, MI: Wm. B. Eerdmans. ISBN 0-8028-0788-7. Consultado el 26 de enero de 2019.